# Ann Telnaes
Ann Telnaes (Stockholm, 1960) is een Zweeds-Amerikaanse cartooniste die jarenlang voor The Washington Post werkte. Voor haar werk ontving ze onder meer een Pulitzerprijs.

## Biografie
Ann Telnaes studeerde aan het California Institute of the Arts waar ze zich specialiseerde in karakteranimatie. Ze werkte enige jaren voor Walt Disney Imagineering en voor verschillende studio's in Londen, Los Angeles en New York. In 2001 kreeg ze de Pulitzerprijs voor "editorial cartooning". Telnaes was de tweede vrouw die deze prijs won.
In 2008 ging Telnaes voor The Washington Post werken. In 2015 werd een eerste cartoon van haar geweigerd door de krant. In deze cartoon had ze de dochters van de Texaanse senator Ted Cruz afgebeeld als apen. Begin januari 2025 stapte ze op bij de krant nadat een volgende cartoon van haar werd geweigerd. In deze cartoon had ze de eigenaar van de krant, miljardair Jeff Bezos, samen met andere techbazen afgebeeld die knielden voor een standbeeld van Donald Trump. Ze noemde de beslissing voor de weigering "gevaarlijk voor de vrije pers". De opinieredacteur van de krant verklaarde dat deze keus is gemaakt omdat er al meerdere columns waren verschenen over hetzelfde onderwerp.
In 2025 won Telnaes opnieuw een Pulitzerprijs, ditmaal voor de categorie geïllustreerde verslaggeving en commentaar.